# Natalja Iljinitschna Ionowa

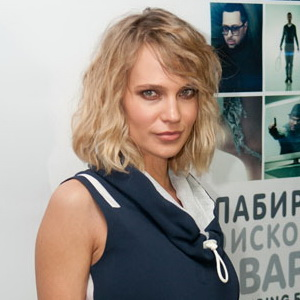
Natalja Iljinitschna Ionowa

Natalja Iljinitschna Ionowa (russisch Наталья Ильинична Ионова; * 7. Juni 1986 in Sysran) ist eine russische Popsängerin. Sie ist Sängerin der Band Glukoza.

## Leben und Karriere
Die Tochter zweier Computer-Programmierer interessierte sich als kleines Mädchen für Ballett und Schachspiel. Sie begann schon als Kind eine Bühnenkarriere, die zu kleineren Auftritten in den (russischen) Filmen „Triumph“ und „War Of The Princesses“ führten. Auch in einigen Episoden der Kinder-Serie „Jeralasch“ war sie zu sehen.
Im Jahr 2002 wurde sie von dem Musikproduzenten Max Fadejew entdeckt, der mit ihr das erste Album Nostra produzierte. Zum Song wurde ein animiertes Video produziert, das aber zunächst nicht weiter auffiel.
2003 erschien ihre nächste Single Newesta („Braut“), die es auf Anhieb in die russischen Charts schaffte und ihr erster Nummer-eins-Hit wurde. Nicht minder erfolgreich waren die darauf folgenden Singles Glukoza Nostra (Wortspiel um „Cosa Nostra“), Sneg Idjot („Es schneit“), Oi, Oi, Oi, Malysch, Karina und ein „schräges“ Duett mit Verka Serduchka Schenicha chotela („Sie wollte einen Bräutigam“). Ihr Song „Schweine“ wird in dem Videospiel GTA IV auf dem fiktiven Sender Vladivostok FM gespielt.
2008 trat sie unter dem Projektnamen Gljuk’oZa auf und eroberte mit dem Lied Tanzuj, Rossija!!! („Tanz, Russland!!!“) die russischen Charts.
Ionowa ist seit Juni 2006 mit dem russischen Geschäftsmann Alexander Tschistjakow (* 1973) verheiratet. Das Ehepaar hat zwei Töchter namens Lidija (* 2007) und Wera (* 2011) und lebt überwiegend in Spanien.

## Diskografie

### Alben
- 2003: Глюкоза Ностра
- 2005: Москва
- 2011: Транс-Форма
- 2025: Harmony

### Singles (Auswahl)
- 2003: Невеста
- 2003: Глюк’oza Nostra
- 2005: Швайне
- 2005: Снег Идёт
- 2011: Танцуй Россия
- 2018: Жу-Жу (mit Leningrad & ST)
- 2018: Фэн-шуй
- 2019: Танцевач
- 2020: Мурашки
- 2021: Мотыльки (mit Kyivstoner)
- 2021: Пина колада
- 2021: Руки-бёдра
- 2022: Ebobo